# Az-Zahrawí
Abu-l-Qàssim Khàlaf ibn Abbàs az-Zahrawí —àrab: أبو القاسم خلف بن عباس الزهراوي, Abū l-Qāsim Ḫalaf ibn ʿAbbās az-Zahrāwī—, conegut a Occident com a Abulcasis o Albucasis, fou un destacat metge andalusí, potser nascut al raval de Còrdova, del segle x. Hauria mort en algun lloc de l'Àndalus el 1009, ja molt vell. De vegades se'l coneix com el "pare de la cirurgia".
Hi ha molt poques referència a la seva vida, tot i que va exercir una gran influència en la medicina andalusina i en altres llocs del món musulmà com ara Síria. Hauria escrit un gran llibre que fou cèlebre al seu temps i que s'ha conservat, en un sol exemplar, amb el títol Kitab at-tasrif li-man àjiz an at-talif (Classificació dels coneixement de medicina); el formen trenta llibres dels quals el darrer està dedicat a la cirurgia i és el més famós, encara reproduït a l'Imperi Otomà al segle xv.
Va ser el primer metge que va descriure un embaràs ectòpic i el primer que va identificar la naturalesa hereditària de l'hemofília. Descriu el que es creu que és el primer intent de mastoplàstia per al tractament de la ginecomàstia i la primera mastectomia per tractar el càncer de mama. Se li atribueix la realització de la primera tiroidectomia i va escriure tres llibres de text sobre cirurgia, inclòs el Manual de practicants de medicina que conté un catàleg de 278 instruments utilitzats en cirurgia.